# Рэнга
Рэнга (яп. 連歌, «букв. совместное поэтическое творчество») — жанр старинной японской поэзии. Рэнга состояла по меньшей мере из двух строф (ку, яп. 句); обычно же строф было намного больше. Первая, «открывающая» строфа рэнга (5-7-5 слогов) называлась хокку, именно она в своё время послужила основой для создания самостоятельного жанра японских трёхстиший-хайку.
С течением времени танка (буквально «короткая песня») стали чётко делиться на две строфы. Иногда их сочиняли два разных поэта — получался своего рода поэтический диалог. Его можно было продолжать сколько угодно, при любом количестве участников.
Так родились «сцепленные строфы» (оригинальное название — «рэнга»), поэтическая форма, очень популярная в Японии в средние века. Умение делать неожиданные повороты сюжета, сохраняя при этом сложную взаимосвязь с предыдущей строфой, очень ценилось.
В «сцепленных строфах» чередовались трёхстишия и двустишия. Соединяя их по два, можно было получить сложное пятистишие — танка.
Так тягостно жить зимою

На дальнем морском берегу!

Бонтё
Кажется, стал бы глотать

Рыбу вместе с костями

Этот иссохший старик.

Басё
Привратник в дворец обветшалый

Юношу тайно впустил.

Кёрай
Ширмы упали вдруг…

Неопытные служанки

Толкнули их невзначай.

Бонтё
Какая убогая баня!

Циновка на грубом полу.

Басё
(Сцепленные строфы из сборника «Соломенный плащ», перевод Веры Марковой)
Можно заметить, что от того, с какой строфой — предыдущей или последующей — «сцепить» очередную часть рэнга, меняется смысл пятистишия. Так, первая и вторая строфы повествуют о старом рыбаке, вторая и третья — о старом стороже, третья и четвёртая — о тайном свидании, которое от соединения четвёртой строфы с пятой неожиданно превращается в убогую баню.
Наиболее популярной формой рэнга в эпоху Эдо являлась форма касэн(歌仙) — цепочка из 36 строф. Как правило, касэн должна была дважды отсылать слушателя к цветам (обычно — цветение вишни), хана-но дза (яп. 花の座), и трижды — к луне, цуки-но дза (яп. 月の座).
Считается, что самые ранние примеры рэнга возникли к концу периода Хэйан, и по существу являлись вака, созданными двумя поэтами. Т. Л. Соколова-Делюсина к одним из ранних примеров «нанизанных строф» относит некоторые стихотворения из «Дневника Идзуми-сикибу» (94, 131; возможно 83). Подобный стиль поэзии получил название тан рэнга (яп. 短連歌, «краткая рэнга»). Другой тип рэнга назывался тё рэнга (長連歌, «долгая рэнга»). Однако некоторые исследователи полагают, что первейшими образцами рэнга являлись песни о богах Идзанаги и Идзанами в антологии «Кодзики».
В рэнга всегда были очень сильны традиции древности. О необходимости обращаться к древним поэтам говорил теоретик рэнга Нидзё Ёсимото: «Цель рэнга — старую, хорошо известную истину выразить новым способом… Конечное назначение рэнга — оживить известное». Это не означает, что в рэнга надо избегать оригинальности. Наоборот, говорил Ёсимото, именно неожиданное производит самый лучший эффект. Но главное, с точки зрения Ёсимото, — сохранить дух поэзии былых времен и «не сворачивать с того пути, который позволял великим поэтам выражать этот дух».
Ёсимото также писал, что рэнга выражает связанными строфами всеобщую связь вещей, единство мира в его бесконечных изменениях : «Если вникнете в форму рэнга, то увидите, что один стих продолжает другой, отражая великое разнообразие вещей: одно процветает, другое увядает, одно светится радостью, другое омрачается печалью, но все существует рядом друг с другом, все пребывает в движении. Это и есть дао нашего времени. Прошлое становится настоящим, весна — осенью, цветы — желтыми листьями, все уносит поток времени, и отсюда — ощущение быстротечности». Рэнга живёт в ритме самой жизни «с её незаметными переменами, непредвиденными поворотами, кажущейся сумятицей событий. Жизнь так же изменчива и непредсказуема, как рэнга», — продолжал мысль Ёсимото другой исследователь рэнга, Макото Уэда.